# На Переломі (журнал)
«На Переломі» — український журнал політики, літератури і мистецтва. Засновник і редактор Олександр Олесь. Перше число вийшло в березні 1920 року у Відні, кожного місяця числа, в об'ємі 4–5 аркушів. Усього за час існування «На переломі» вийшло 5 чисел часопису. Останній випуск поєднав у собі 4 та 5 числа і побачив світ 1 квітня 1920 р.
Цей безпартійний та аполітичний часопис відіграв значну роль у літературному житті української політичної еміграції того часу. На сторінках друкувалися літературні твори, міжнародно-політичні огляди, статті з економіки, рецензії, та хроніки подій літературного та мистецького життя.
У вступній статті «Від редакції» у першому числі, Олександр Олесь так охарактеризував мету створення «На переломі»:
Наша еміграція опинилась без стерна і вітрил, без якоїсь спільної всіх об'єднуючої думки. І тому ми, ініціятори цього журналу, взяли на свої плечі тяжкий тягар видання нового органу, якого одинокою метою буде боротись із зневірою та песимізмом, з деморалізацією, що зробила таке спустошення серед еміграції. Наш журнал повинен стати осередком чистого духового життя за кордоном, має стати висловом національного сумління.
Серед авторів — сам Олександр Олесь, Петро Стах (Спиридон Черкасенко), Артим Хомик, Олександр Колесса, Володимир Павлусевич, Богдан Лепкий, Ол. Орлич, Антін Крушельницький, Юрій Тищенко (Сірий). Друкуються економічні огляди Стефана Міллєра, С. Соковича, політологічні статті Сергія Шелухіна, повідомлення Михайла Грушевського «В справі українського соціологічного інституту» тощо.